# سادات مرعشی

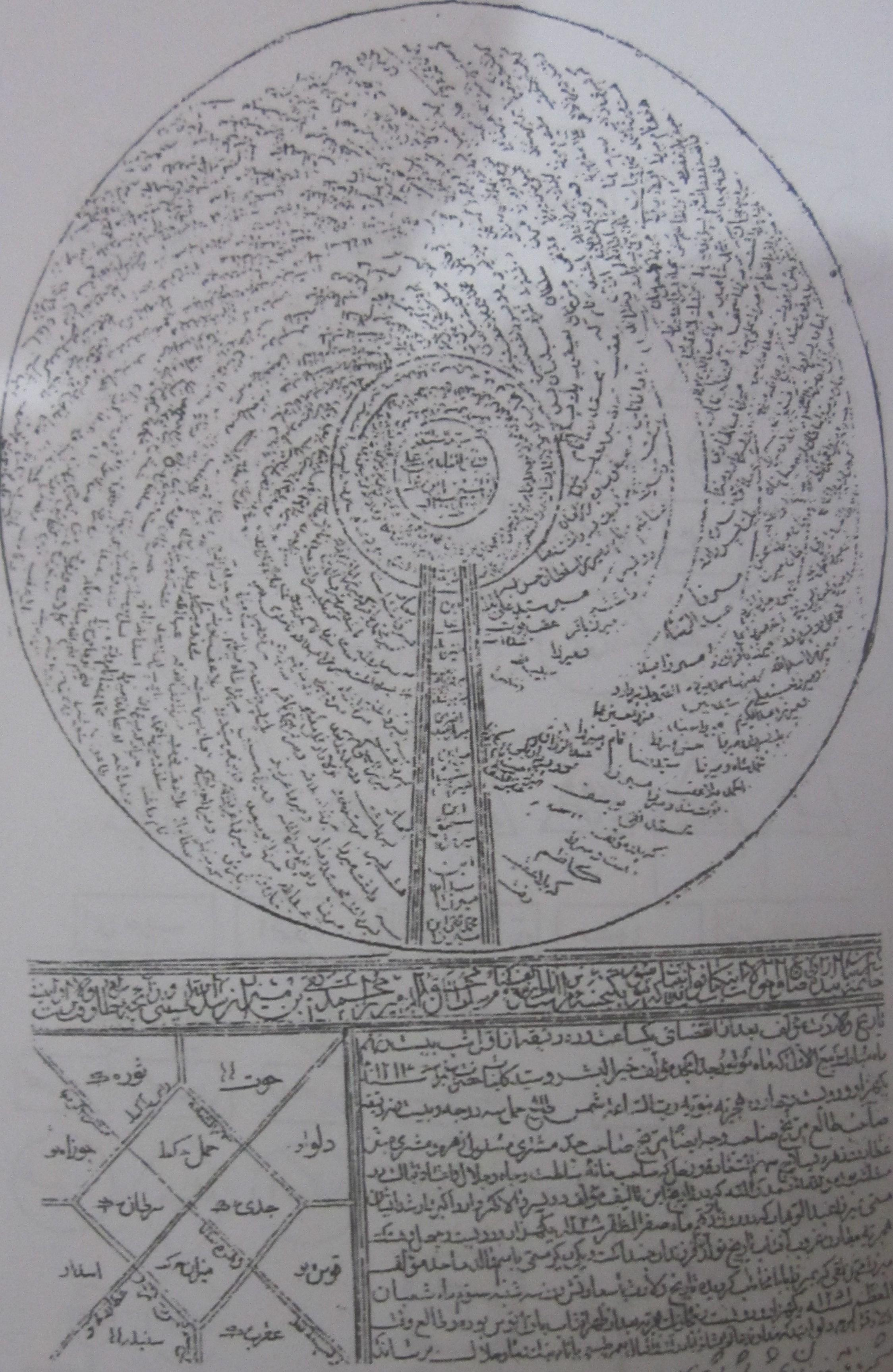
شجره‌نامه‌ای از مرعشیه در شوشتر

سادات مرعشی یا آل مرعش، سلسله‌ای از سادات هستند که نسب خود را به علی المرعش نواده‌ی امام زین‌العابدین می‌رسانند. چهار شاخه‌ معروف از سادات مرعشی، یعنی مرعشیان مازندران، مرعشیان اصفهان (عده‌ای از ایشان به‌عنوان سادات حسینی به میبد یزد مهاجرت نموده‌اند)، مرعشیان قزوین و مرعشیان شوشتر، در ایران ساکن هستند.

## تاریخچه
نسل‌های نخستین مرعشیان در قزوین و مازندران ساکن شدند. سید قوام‌الدین مرعشی آملی مؤسس سلسلهٔ مرعشیان مازندران متولد و ساکن روستای مرزنگوی دابو از توابع آمل مازندران بود و برای آشنایی با سربداران خراسان دو اربعین به خراسان رفت. در جنگی کیا افراسیاب چلابی را از سلسلهٔ افراسیابیان شکست داد و به حکومت مازندران دست یافت. نوادگان او تا اوایل دورهٔ صفویه بر مازندران حکمرانی داشتند. در عصر صفویه سادات مرعشی، بسبب انتساب به ائمهٔ شیعه قدرت و ثروت بیشتری یافتند، تا جایی که مادر شاه عباس یکم مشهور به مهدعلیا، از این سلسلهٔ سادات بود. جز مرعشیان مازندران، نام چندتن از مرعشیان شوشتر در تاریخ مشهور است. از جمله میر اسدالله مرعشی که در دورهٔ سلطنت شاه طهماسب یکم چند منصب صدارت داشت و نیز قاضی نورالله شوشتری، مؤلف کتاب مجالس المومنین

## شاخه‌ها
چهار شاخه از سادات نسب خود را به علی المرعش می‌رسانند:
1. نوادگان سید قوام‌الدین مرعشی بن عبدالله بن ابی‌هاشم بن علی بن حسن بن علی المرعش: قوام‌الدین مؤسس حکومت مرعشیان مازندران در سال ۷۶۰ هجری قمری است. او در سال ۷۸۱ هجری قمری درگذشت و در آمل مدفون شد. او جد مرعشیان مازندران است.
2. مرعشیان شوشتر: از نوادگان میر نجم الدین محمودکه از مازندران به شوشتر مهاجرت کردند.
3. مرعشیان اصفهان: از نسل سید قوام‌الدین، آنان نیز از مازندران به اصفهان مهاجرت کردند. خاندان خلیفه‌سلطان یکی از شاخه های خاندان مرعشی اصفهان است.
4. مرعشیان قزوین.
5. مرعشیان آذربایجان
6. نوادگان آقا سید محمد قاسم قیس آبادی خوسفی بیرجندی از اولاد علی المرعش ساکن در  خراسان جنوبی